# Wiehe
Wiehe is een plaats en voormalige gemeente in de Duitse deelstaat Thüringen, en maakt deel uit van de Kyffhäuserkreis.
Wiehe telt  inwoners.
Wiehe werd op 1 januari 2019 daarop opgenomen in de op die dag gevormde gemeente Roßleben-Wiehe.
De Duitse historicus Leopold von Ranke, grondlegger van het historisme, werd geboren in Wiehe.